# Пентна

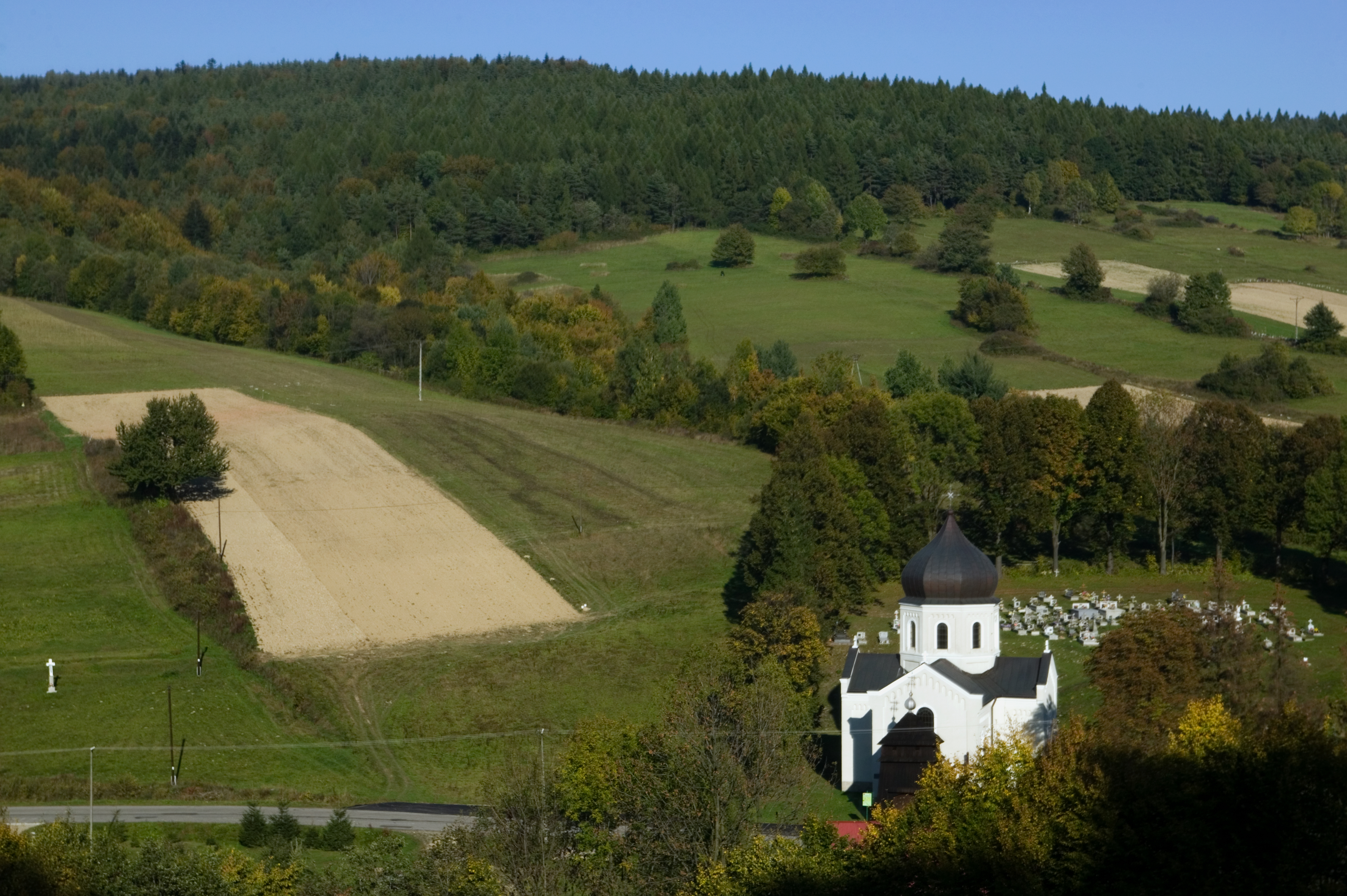
Вид села Пентна

Пе́нтна (пол.  Pętna, русин.  Пантна) — село в Польше, находящееся на территории гмины Сенкова Горлицкого повета Малопольского воеводства.

## География
Село находилось в 7 км от административного центра Сенкова, 12 км от города Горлице и 111 км от Кракова.

## История
До акции «Висла» (1947 г.) большинство жителей села были лемки.

## Туризм
Через Пентну проходит пеший туристический маршрут Бартне — Маластовский перевал.

## Достопримечательности
- Церковь святой Параскевы. Деревянная колокольня этого храма входит в туристический маршрут «Путь деревянной архитектуры» Малопольского воеводства.

## Источник
- Pętna, Słownik geograficzny Królestwa Polskiego i innych krajów słowiańskich